# Glauia saharae
Glauia saharae är en insektsart som beskrevs av Morales-agacino och Marius Descamps 1968. Glauia saharae ingår i släktet Glauia och familjen Pamphagidae.

## Underarter
Arten delas in i följande underarter:
- G. s. saharae
- G. s. tricolor